# Parlamento

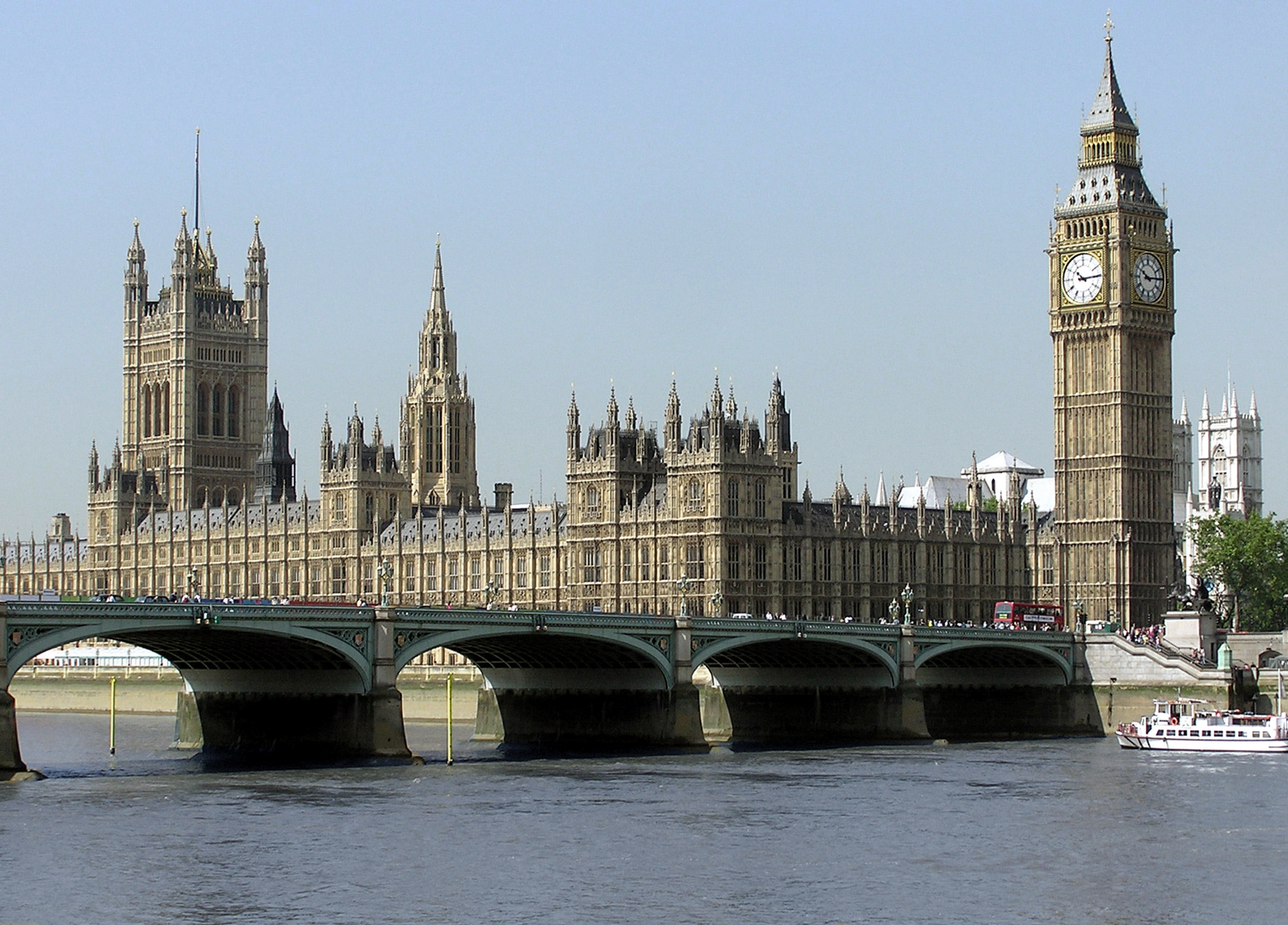
Vista exterior del Parlamento del Reino Unido, considerado como el primer Parlamento moderno.

El parlamento, en sentido amplio, es el órgano legislativo, representativo y colegiado de un Estado nacional, subnacional o supranacional. En sentido estricto, el parlamento es la cámara o asamblea legislativa, propia del sistema parlamentario. Puede ser denominado también «Congreso», «Cortes», «Asamblea Legislativa» o «Asamblea Nacional».
El parlamento puede tener una o dos cámaras. Los parlamentos unicamerales están integrados por representantes del pueblo, elegidos directamente. Los parlamentos bicamerales suelen agregar a la cámara de representación del pueblo, una cámara de representación de entidades territoriales subnacionales (provincias, comunidades, etc.), o como en el caso del Reino Unido, una cámara de representación cuyos miembros son hereditarios o designados por la Corona, la Cámara de los Lores.
Las facultades de los parlamentos dependen de la constitución de cada Estado. En todos los casos ejercen el poder legislativo y la representación por excelencia de los diversos sectores que integran la sociedad. En los sistemas parlamentarios incluyen la elección o remoción del jefe de Gobierno.
Órganos parlamentarios supranacionales, como el Parlamento Europeo, tiene como función representar las múltiples diversidades políticas y sociales de la ciudadanía europea, y legislar sobre los ámbitos en el que la administración de la Unión tenga competencias.
Órganos asamblearios de representación territorial, como el Parlasur, tienen como función representar la diversidad política, social, cultural y territorial de los diferentes países miembros del Mercosur.

## Historia

### Origen de la institución (siglosX-XVIII)
Los parlamentos modernos derivan de las asambleas estamentales medievales. Estas a su vez surgieron cuando a la curia regis, el consejo del rey integrado por los señores feudales tanto laicos como eclesiásticos, se sumaron los representantes de las ciudades. En el Reino de Inglaterra tras la aprobación de la Carta Magna en 1215, la curia regis se amplió con los in capita tenentes, los nobles que habían recibido el feudo directamente del rey, para constituir el magnum consilium, al que a lo largo del siglo XIII se fueron incorporando dos representantes de cada uno de los condados y los de las ciudades. En 1295 la asamblea feudal se transformó en el model parliament que a partir de 1343 quedó dividido en dos cámaras: la House of Lords (que reunía a la nobleza y al alto clero) y la House of Commons (que reunía a los representantes de la baja nobleza y de las ciudades). En el reino de Francia, como en otros estados medievales como los de la península ibérica (allí llamadas Cortes), la ampliación de la curia regis dio nacimiento a una asamblea tricameral, los États généraux que incluían a los tres estamentos (nobleza, clero y «Tercer Estado») reunidos por primera vez en 1347, mientras que el Parlement o parlamentum (únicamente integrado por los altos dignatarios de la nobleza y del clero) quedó limitado a una asamblea consultiva y a una corte de justicia, establecida en París en 1319. De este término parlamentum deriva el vocablo «Parlamento». Precisamente el término francés parlement expresa la acción de parler (hablar) que por extensión se aplica a la asamblea donde se discuten y resuelven los asuntos públicos.
Sigue siendo objeto de discusión cuál fue la primera asambleas medieval, antecedente de los parlamentos modernos. Algunos historiadores han señalado a las asambleas de Paz y tregua de Dios. Otros al Althing, fundado por los vikingos en el año 930 en Thingvellir, Islandia. Era una asamblea que se reunía durante dos semanas por año, resolviendo litigios y promulgando leyes que se consideraban pactos establecidos entre hombres libres (el Parque Nacional de Thingvellir fue designado Patrimonio de la Humanidad por la Unesco en 2004). También se han propuesto el Tynwald, fundado en el año 979 en Isla de Man, que ostenta el título de parlamento más antiguo del mundo en funcionamiento (en 1979 celebró su primer milenio como parlamento continuo), o el Parlamento siciliano establecido en 1130 por Roger II de Sicilia, con su sede en el Palacio de los Normandos, en Palermo, Italia. Estaba formado por tres ramas (la feudal, la eclesiástica y la de propiedad estatal) y el primer cambio radical se produjo con Federico II de Sicilia, que permitió el acceso a sectores de la sociedad civil (permaneció en funciones hasta 1849, y es considerado por algunos autores como posiblemente el primer parlamento moderno del mundo). Por último, se ha destacado que la primera convocatoria de Cortes de las que se tiene constancia escrita es la efectuada por el Rey Alfonso IX de León en 1188, a la que más tarde se sumarían nuevas asambleas en 1202 y 1208, que reunieron a los diferentes estamentos que componían la sociedad de la época.
La formación de las monarquías absolutas en los siglos XVI y XVII debilitó los poderes de las asambleas estamentales medievales hasta el punto de que en algunos Estados dejaron de convocarse (en el Reino de Francia las últimas se celebraron en 1614 y en la Corona de Castilla en 1665). Pero en dos Estados lograron impedir el triunfo del absolutismo y sus respectivas asambleas se impusieron a sus soberanos. En las Provincias Unidas de los Países Bajos tras una larga guerra de ochenta años (1568-1648) contra sus monarcas Habsburgo, y en el Reino de Inglaterra gracias al triunfo de la Revolución Gloriosa de 1688 (acuerdo final entre las dos facciones enfrentadas en la cruenta guerra civil de 1642-1651). Así lo teorizó John Locke: «El pueblo no puede ser obligado a obedecer otras leyes que no sean las dictadas por aquellos que él ha escogido y autorizado para legislar». Este principio es el que cien años después invocarán las Trece Colonias para proclamar su independencia de la Corona británica y fundar la República de los Estados Unidos de América.
El Parlamento de Inglaterra (convertido a partir de la Unión en 1707 de los reinos de Inglaterra y Escocia en el Parlamento del Reino Unido de Gran Bretaña) está considerado como el primer Parlamento moderno porque se basó en una nueva forma de representación, diferente de la que regía en las Asambleas medievales. En éstas los miembros electos que acudían a la convocatoria del rey actuaban en defensa de los privilegios particulares de su estamento y no tenían plena libertad para aprobar o desaprobar las propuestas, pues debían decidir siguiendo las instrucciones y el mandato imperativo que habían recibido de sus representados (quienes si no estaban de acuerdo con lo que finalmente se acordara no estaban obligados a cumplirlo). En cambio, en el Parlamento británico los diputados de los Comunes se regían por el mandato representativo (uno de los rasgos fundamentales del parlamento moderno) por lo que tenían plena libertad para votar lo que consideraran oportuno (y si sus electores estaban en desacuerdo no los votaban en la siguiente elección). Como ha señalado Miquel Caminal, «el mandato representativo libera al individuo de su vínculo particular porque la vinculación al interés general de la nación es previo al mismo. El Parlamento se convierte ahora en una asamblea deliberante donde se parlamenta entre posiciones, oposiciones o incluso maneras diferentes de concebir el interés general, pero no existe una división basada en la defensa de intereses particulares. La nación es una y las partes han desaparecido». Así lo explicó en 1174 Edmund Burke en un discurso dirigido a los electores de Bristol:

El Parlamento no es un congreso de embajadores que defienden intereses diferentes y hostiles, intereses que cada uno de sus miembros debe defender como intérprete y abogado, sino una asamblea deliberante de una nación con un interés, el de la totalidad, donde la guía tiene que se el objetivo global, no los intereses locales, el bien común que resulta de la razón general del todo. Escoged a un diputado, pero, cuando lo hayáis elegido, no será el diputado por Bristol, sino un miembro del Parlamento.

### Del Parlamento liberal al Parlamento democrático (siglosXVIII-XX)
En 1789 la Revolución francesa puso fin a la monarquía absoluta más poderosa de Europa y en su Declaración de Derechos del Hombre y el Ciudadano proclamó que la soberanía residía en la nación (entendida como el conjunto de los antiguos súbditos del rey ahora convertidos en ciudadanos) dando nacimiento a un nuevo régimen en contraposición al ancien régime que los revolucionarios habían derribado. Durante el siglo siguiente, influidos en mayor o menor medida por el ejemplo francés, la mayoría de los países europeos implantaron el nuevo régimen (ahora conocido como Estado Liberal). Se aprobaron Constituciones que delimitaron el poder de los reyes y que establecieron un parlamento que representaba a la nación.
Sin embargo, en estas nuevas Monarquías Constitucionales, que en general tomaron como modelo la Monarquía británica, los reyes conservaron importantes prerrogativas como la facultad de disolver el Parlamento, la de vetar las leyes (para obligar a una segunda deliberación) y de nombrar y destituir al primer ministro, aunque para gobernar debía contar con el apoyo de la mayoría del Parlamento. También se restringió el derecho al voto (sufragio activo) y a presentarse como candidatos (sufragio pasivo) a una minoría que acreditara ser propietaria o tener ciertos niveles de renta (sufragio restringido), en flagrante contradicción con el principio de la igualdad de derechos. El revolucionario francés Emmanuel-Joseph Sieyès lo justificó distinguiendo entre los «ciudadanos activos» y los «ciudadanos pasivos». Asimismo se optó por el parlamento bicameral, como el del Reino Unido, con una Cámara Alta, generalmente conocida como Senado, cuyos miembros eran nombrados por el rey con carácter vitalicio o eran elegidos entre candidatos que debían cumplir unos requisitos más restrictivos que los que se exigían a los diputados de la Cámara Baja.
A partir del último tercio del siglo XIX la presión de los sectores que carecían de derechos políticos, singularmente las clases trabajadoras, hizo que se fuera ampliando el sufragio hasta conseguir, primero, que incluyera a todos los varones adultos y más tarde a las mujeres, alcanzándose así el sufragio universal (libre, igual, directo y secreto), una de las características esenciales de las democracias liberales, si no la más importante. Al mismo tiempo que el Parlamento fue aumentando su representación fue ganando peso político frente a los gobiernos, mientras que los monarcas, cuando subsistieron (en el periodo de entreguerras buena parte de las monarquías cayeron siendo sustituidas por repúblicas), perdieron todas sus prerrogativas para convertirse en figuras meramente simbólicas (en las llamadas Monarquías parlamentarias). Por último, en cuanto a los parlamentos bicamerales, o bien la Cámara Alta fue suprimida, pasando a ser parlamentos unicamerales como en la República de Weimar o en la Segunda República Española, o bien quedó casi completamente subordinada a la Cámara Baja, como sucedió a partir de 1911 en el Reino Unido. De esta forma los parlamentos liberales, que representaban los intereses de un sector de la sociedad (las clases propietarias), se convirtieron en parlamentos democráticos, que representan el interés general y en los que ningún sector social y opción política está excluido. Por otro lado, en Estados Unidos el proceso fue más largo porque el sufragio verdaderamente universal no se alcanzaría hasta la aprobación en 1964 de la Ley Derechos Civiles que puso fin a la segregación racial de la minoría negra.

### El Parlamento democrático desde 1945

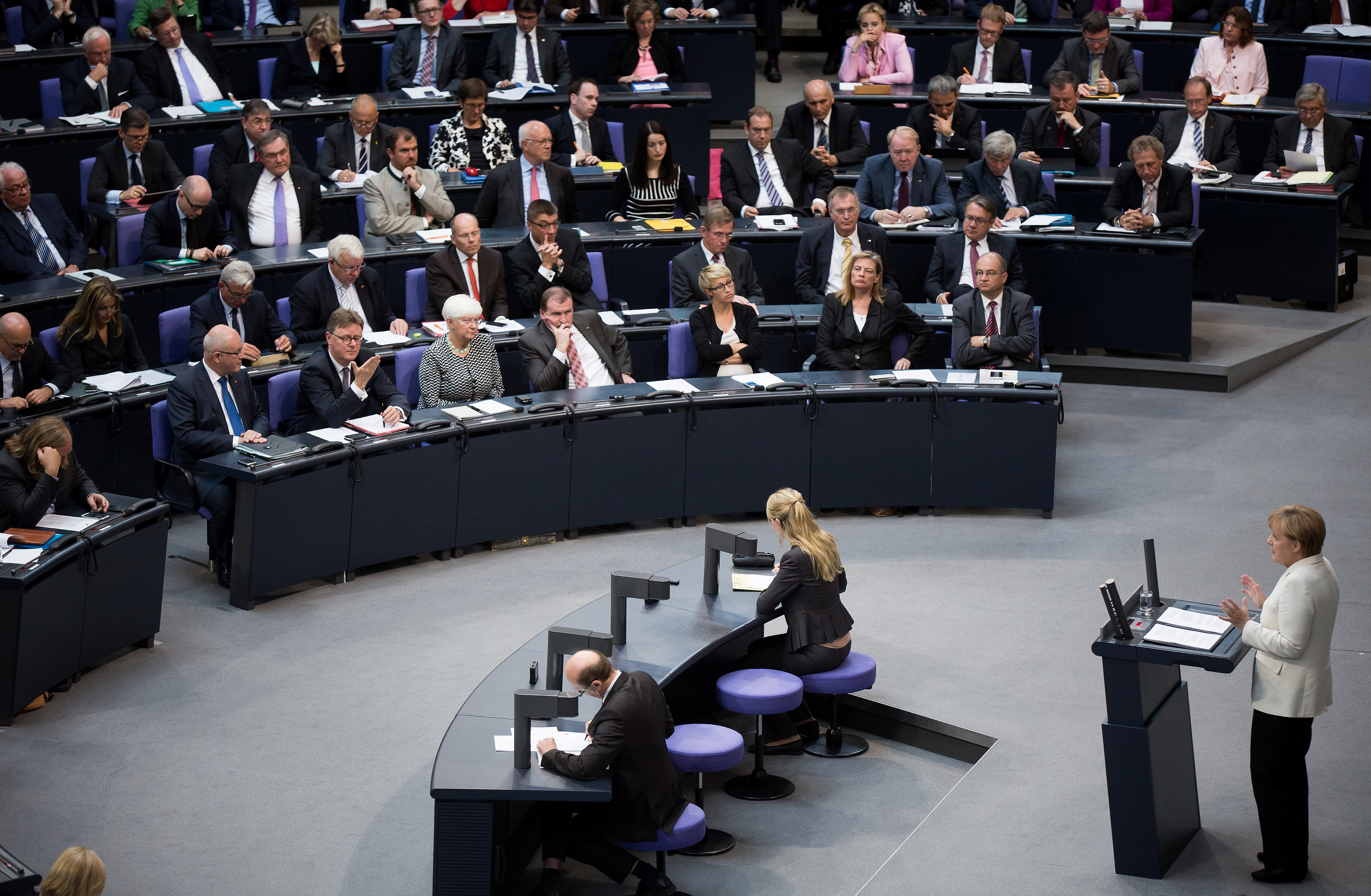
Sesión del Bundestag de septiembre de 2014 (la canciller Angela Merkel se dirige a los diputados). Para favorecer la estabilidad gubernamental en la República Federal Alemana funciona la moción de censura constructiva, que también ha sido adoptada por otros países como España.

El sistema democrático parlamentario se estabilizó (y consolidó) después de la Segunda Guerra Mundial debido tanto a razones externas al Parlamento (entre las que destaca el desarrollo del estado del bienestar) como a la racionalización de la propia institución. Entre las medidas «racionalizadoras» que se adoptaron para asegurar el funcionamiento eficaz de la democracia parlamentaria se han destacado dos: la constitución de grupos parlamentarios con disciplina de voto, para de esta forma asegurar el mantenimiento de la mayoría de diputados que sostiene al gobierno; y la introducción de mecanismos compensatorios para evitar que el Parlamento esté demasiado fragmentado (como la introducción de sistemas electorales que favorezcan a los partidos mayoritarios; la elección de un presidente de la República con ciertas prerrogativas políticas, no sólo simbólicas; o el establecimiento de normas constitucionales que dificulten la revocación del presidente del Gobierno, como la moción de censura constructiva). Por otro lado, estas medidas «racionalizadoras» solo se han aplicado parcialmente en los sistemas democráticos presidencialistas.
Las medidas «racionalizadoras» introducidas han supuesto que los diputados hayan perdido su independencia al estar sujetos a los acuerdos del grupo parlamentario y en última instancia del partido. La consecuencia de todo ello ha sido que las cúpulas dirigentes de los partidos han adquirido un gran poder pues son ellas las que toman las decisiones que los diputados no pueden dejar de apoyar (obligados no solo por la disciplina de partido, sino porque en su mayoría han hecho de la política su profesión por lo que enfrentarse a la dirección podría suponer el final de su carrera). Esta nueva situación del sistema democrático parlamentario ha sido calificada como «democracia de partidos» y algún politólogo como Giovanni Sartori, como «partitocracia», con tres dimensiones: la electoral (especialmente en el caso de las listas cerradas y bloqueadas, el partido impone al electorado los candidatos a los que puede votar); la disciplinaria (la dirección del partido impone sus decisiones al grupo parlamentario); y la integral (los electores son representados realmente por el partido).
Otra de los nuevos rasgos del sistema democrático parlamentario posterior a 1945 ha sido la pérdida de centralidad del Parlamento que ha pasado al Gobierno, convertido en la institución dominante. Como consecuencia de ello las campañas electorales se focalizan en los candidatos a presidir el Gobierno, a pesar de que lo que votan los electores son diputados. Como ha señalado Miquel Caminal, «el viejo y fuerte Parlamento liberal ha desaparecido como poder. Continúa siendo la institución en la que recae la potestad legislativa, la aprobación de los presupuestos generales del Estado, la adopción de decisiones de especial relieve en política interior o exterior, etc., pero es la mayoría gubernamental, fijando en su caso acuerdos con uno o varios partidos de la oposición, quien decide». Por otro lado, Caminal ha señalado otro factor que explica la pérdida de protagonismo de los Parlamentos contemporáneos: la aparición junto a los partidos de nuevos actores políticos, como los agentes económicos y sociales, los medios de comunicación, los grupos de presión, etc., que se relacionan preferentemente con los Gobiernos (como ocurre con la política de concertación social y económica entre Gobierno, sindicatos y organizaciones empresariales que se negocia y acuerda fuera del Parlamento).

## Estructura y composición

Mapa del mundo indicando el tipo de cámara legislativa o congreso que posee, dependiendo del color:
Estados cuya cámara legislativa es unicameral.
Cámara legislativa unicameral y un consejo consultivo
Cámara legislativa bicameral
Estados sin ninguna cámara legislativa
Sin información o cámara legislativa vacante

En las democracias liberales el Parlamento es la institución central pues está integrado por los representantes de los ciudadanos, en quienes reside la soberanía, y que son quienes les han elegido. Como ha señalado Miquel Caminal, «el Parlamento es la institución que expresa más literalmente la democracia representativa, incluso en el caso de que comparta la legitimación democrática de la elección con el jefe del Estado, puesto que su carácter de asamblea colegiada le permite representar el pluralismo de la sociedad civil de modo permanente».
Los parlamentos son asambleas colegiadas independientes de otros órganos del Estado en las que todos sus miembros tienen igualdad de derechos. Son elegidos por un periodo limitado de tiempo —la legislatura, que normalmente dura cuatro, cinco o seis años; con algunas excepciones como la Cámara de Representantes de los Estados Unidos que se renueva cada dos años—. Su pluralismo interno es lo que diferencia a los parlamentos democráticos de las asambleas de los regímenes autoritarios (como en el caso de las Cortes franquistas en España). Este pluralismo parlamentario nace de la existencia de dos o más partidos políticos que aseguran la alternancia en el poder, uno de los rasgos esenciales de los sistemas democráticos. Los parlamentos funcionan por la regla de la mayoría, pero para ser considerados plenamente democráticos deben estar garantizado el ejercicio de los derechos de la minoría, especialmente su aspiración a constituir una mayoría.
El parlamento está compuesto por miembros electos por el pueblo para un período determinado y como norma general la legislación suele atribuir la condición de elegible a las mismas personas que capacita para votar, aunque en ocasiones se da un aumento de la edad mínima de elegibilidad. La elección puede verificarse con arreglo a criterios de representación proporcional, asignando un número de puestos a cubrir en cada circunscripción y distribuyéndolos con arreglo al resultado electoral, o bien según un criterio mayoritario, dividiendo el territorio en circunscripciones que resulten con un número igual de escaños cada una, generalmente uno, y adjudicándolo a la opción electoral que reúna un mayor número de votos. Sin embargo, en los casos de votación proporcional se suelen aplicar criterios correctores, tales como el establecimiento de un porcentaje mínimo de votos para acceder a la Cámara (barrera electoral), a fin de evitar fraccionamientos inapropiados que generen inestabilidad política o institucional.
Cuando existe una segunda Cámara, sus miembros pueden ser electos por el mismo sistema que los de la Cámara Baja o bien por otro sistema diferente, en las mismas o en diferentes circunscripciones, o bien ser elegidos indirectamente; para la elección indirecta, los votantes eligen instituciones de índole local, regional o sectorial, que ejercen determinadas funciones y además escogen a los integrantes de la Cámara Alta. En determinados Estados, como el Reino Unido, los miembros de la Cámara Alta (Cámara de los Lores) poseen esta cualidad con carácter hereditario; en muchos Estados hay un número determinado de miembros vitalicios o natos de la Cámara Alta, generalmente conocida como Senado, que poseen esta cualidad por haber ocupado u ocupar altos cargos del Estado (Jefatura del Estado, del Gobierno o de otros órganos constitucionales).

### Tipos
Se diferencian los parlamentos bicamerales (que constan de una Cámara Alta, con frecuencia denominada Senado, y una Cámara Baja) y los unicamerales (con una sola cámara). Excepto en algunos países (como Suecia, Dinamarca, Grecia, Portugal, Hungría o Nueva Zelanda), la mayoría de los parlamentos son bicamerales, debido a que o bien se trata de Estados federales (en los que en la segunda cámara están representados los Estados federados, como ocurre en Estados Unidos, Austria, Alemania, Suiza, Argentina, Brasil o México), o bien siguen la tradición histórica inspirada en el modelo británico, en el que hasta 1911 la House of Lords contrapesaba a la House of Commons.
Las argumentos que se han esgrimido para justificar la segunda cámara en estados no federales han sido de tres tipos: la Cámara Alta sirve de equilibrio de una Cámara Baja excesivamente fragmentada; la segunda cámara actúa como órgano de reflexión técnica o de «segunda lectura» de las leyes aprobadas por la Cámara Baja; y sirve de cámara de representación territorial en aquellos estados que tengan un cierto nivel de «regionalización». Sin embargo, en este grupo de países no federales es frecuente que la Cámara Alta o Senado ostente menos poderes o prerrogativas que la Cámara Baja (como ocurre en España y en Francia y también, aunque en menor medida, en Italia).
Por otro lado, conviene distinguir entre los parlamentos de los sistemas presidencialistas, que no tienen la atribución de escoger o revocar al Presidente, y los parlamentos de los sistemas parlamentarios, que son los que otorgan o retiran la confianza al presidente del gobierno o primer ministro.

## Denominaciones
Se denomina Parlamento a los cuerpos legislativos de Australia, Bélgica, Canadá, Francia, Irlanda, Italia y el Reino Unido; en España se llama Cortes Generales; en los Países Bajos se le denomina Estados Generales; en Alemania existe el Bundestag o Dieta Federal, y el Bundesrat o Consejo Federal; Folketing y Storting son los términos que designan al parlamento en Dinamarca y Noruega; en Suecia se llama Riksdag, en Finlandia Eduskunta o Riksdag y en Islandia Alþingi. En Rusia se le conoce como Duma, en Polonia como Sejm y en Ucrania como Rada. En Japón se le llama Dieta de Japón. En Uruguay se lo denomina como Asamblea General Legislativa. 
En Argentina, Brasil, Colombia, México, Perú, Estados Unidos, entre otros, el órgano en que reside el poder legislativo se denomina habitualmente Congreso y suele estar estructurado en cámaras, una de representantes o diputados y otra de senadores.
En el resto del mundo se dan indistintamente los términos parlamento o congreso, salvo en los países con tradición propia como Japón (donde se denomina Kokkai o Dieta) y en los antiguos órganos legislativos de los desaparecidos Estados soviéticos (Soviets supremos). También existen países de Latinoamérica y Europa, especialmente el Caribe y Centroamérica, donde se le conoce como Asamblea Nacional o Asamblea Legislativa.

## Funciones
El parlamento tiene atribuidas diversas funciones en los diferentes países, pero el politólogo Miquel Caminal ha definido las siguientes cuatro funciones genéricas de los Parlamentos, siempre teniendo presente que «el Parlamento es el termómetro de la democracia y que su principal razón de ser es representar la voluntad popular entre las citas electorales, ser el enlace permanente entre el Gobierno y los ciudadanos»:
1. Función representativa. La representación de la sociedad (que es por definición plural, tanto políticamente como culturalmente) es la función base de la que derivan todas las demás, en cuanto que el Parlamento encarna la voluntad general y la soberanía popular. De ahí que los diputados desde los inicios del parlamentarismo moderno hayan disfrutado de una especial protección (inmunidad parlamentaria) para asegurar su plena libertad de expresión y de acción. No obstante, Miquel Caminal advierte que «el interés general que representa el Parlamento es una abstracción si no se concreta en una comunicación permanente, real y cotidiana entre representantes y representados».
2. Función legitimadora. El Parlamento, en cuanto encarnación de la soberanía popular, legitima al resto de instituciones del Estado (en cuya designación y renovación interviene), aunque en los sistemas presidencialistas la comparte con el Presidente de la República (al ser también elegido por los ciudadanos). En los sistemas parlamentarios la legitimidad del presidente del Gobierno (o primer ministro) procede del Parlamento. De hecho otorgarle la confianza (cuestión de confianza) o retirársela (moción de censura), es la función más importante del Parlamento.
3. Función de control legislativo. En la teoría clásica de la división de poderes al Parlamento le corresponde el poder legislativo (es la institución que elabora y aprueba las leyes). Sin embargo, en la medida en que la iniciativa legislativa ha ido pasando a los gobiernos el Parlamento ejerce más una función de control legislativo que una función legislativa en sentido estricto.
4. Función de control político. La función del control del Gobierno (y de la Administración) en representación de los ciudadanos es una de las razones de ser de los Parlamentos (la presentación de mociones, interpelaciones y preguntas es una de las tareas primordiales de los diputados, mientas que el Gobierno está obligado a rendir cuentas siempre que el Parlamento lo solicite). El Parlamento tiene la posibilidad de revocar la confianza política del Gobierno (votando en contra en una cuestión de confianza o aprobando una moción de censura), lo que obliga al Gobierno a dimitir, aunque suele primar asegurar la estabilidad gubernamental como en el caso de la moción de censura constructiva (que existe en Alemania y en España). Como ha señalado Miquel Caminal, «tanto en los sistemas parlamentarios como en los presidencialistas, [es necesario] que exista una institución representativa dentro de la cual pueda ejercerse con transparencia, publicidad y eficacia la necesaria rendición pública de cuentas y de responsabilidades políticas (accountability) que todo Gobierno ha de acometer».[nota 2]

## Autonomía del parlamento

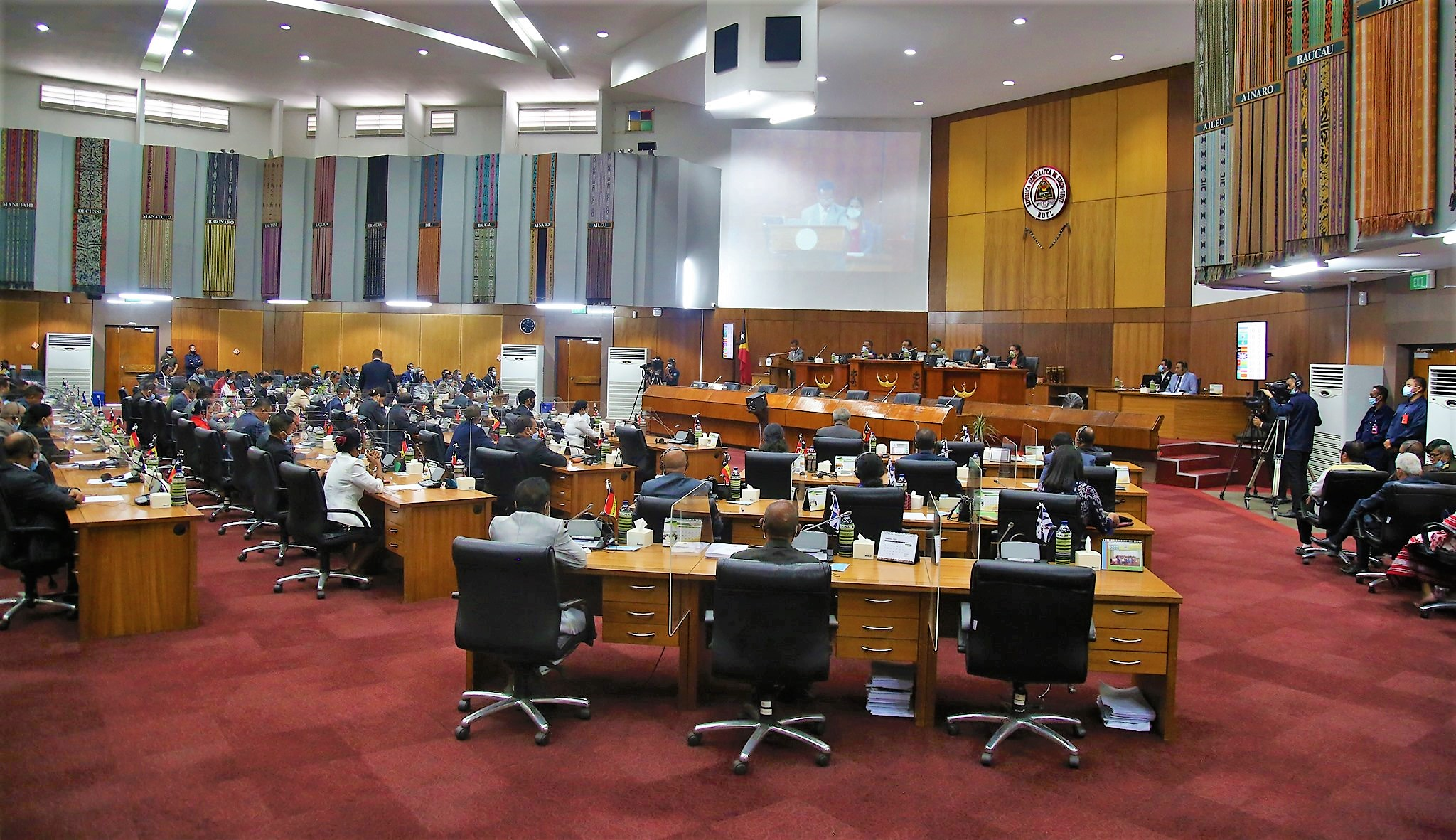
El plenario del Parlamento Nacional de Timor Oriental.

El parlamento, en su lucha histórica contra los Monarcas absolutos por la consecución del poder efectivo y el control del Estado, fue ganando una serie de privilegios y garantías que procuraban ofrecer un marco seguro de ejercicio de sus funciones.
Actualmente estos privilegios y garantías se dividen en dos clases, según tengan un carácter colectivo o individual, es decir, según se prediquen del parlamento y sus Cámaras o de cada uno de los miembros que lo integran. En ambos casos tienen un carácter institucional, es decir, no constituyen ventaja injusta frente al resto de individuos de la sociedad, sino que tienen por fin evitar que el Parlamento vea perturbada su libertad de acción: en el sistema francés, "sin dejar de ser en el grupo de herramientas diseñado para protección del órgano como un todo, (...), tenía la prerrogativa en este sistema un efecto inmediato en la persona de un miembro declarada inviolable".

### Garantías colectivas
El Parlamento tiene reconocidas en el sistema democrático las siguientes garantías: inviolabilidad, autonomía reglamentaria, autonomía presupuestaria y autonomía funcional.
La inviolabilidad es una inmunidad absoluta del parlamento por la cual no puede ser jurídicamente atacado o allanado, es decir, ninguna autoridad o individuo puede interferir en él, por la vía del derecho o de los hechos. La inviolabilidad incluye el privilegio específico de inmunidad de sede, es decir, ninguna autoridad puede penetrar en el recinto donde el parlamento reside o ejerce sus funciones sin su autorización.
La autonomía reglamentaria comprende la potestad del parlamento, y en su caso de cada una de sus Cámaras, para establecer sus propias normas de funcionamiento, con carácter general o individual. Esto implica la proscripción de que cualquier autoridad ajena al parlamento intervenga en el establecimiento de sus normas internas.
La autonomía presupuestaria proporciona al parlamento la libertad de acción en la práctica, dado que consiste en el hecho de que solo el parlamento aprueba sus presupuestos y los pone en práctica y ordena la apropiación de fondos públicos para fines parlamentarios.
La autonomía funcional atribuye al parlamento la exclusividad en el ejercicio de sus funciones de administración interna, de ejecución de sus normas reglamentarias y de disciplina parlamentaria; solo los Presidentes y los demás funcionarios competentes de las Cámaras parlamentarias, elegidos por éstas, pueden ejercer dichas funciones. Toda otra autoridad del Estado tiene prohibido intervenir o arrogarse sus funciones.

### Garantías individuales
Los miembros del parlamento tienen asegurados determinados privilegios en orden a garantizar el correcto e independiente funcionamiento de las Cámaras parlamentarias; dichos privilegios son, principalmente, la inviolabilidad por opiniones y votos, la inmunidad procesal y la interdicción del mandato imperativo.
La inviolabilidad por las opiniones manifestadas y los votos emitidos en el ejercicio de las funciones parlamentarias proscribe toda persecución jurídica que se pudiera emprender contra un parlamentario por el ejercicio libre de sus funciones y permite que actúen con tranquilidad y ajenos a presiones o amenazas de demandas o querellas ante los Tribunales.
La inmunidad procesal permite que las Cámaras funcionen con libertad y puedan celebrar sus reuniones con asistencia del número de parlamentarios requerido por la Constitución para que aquellas puedan entrar en sesión; consiste en la prohibición de detener o procesar a un parlamentario sin la previa autorización de la Cámara respectiva, salvo en caso de delito flagrante, a fin de que causas penales o civiles de índole particular puedan ser empleadas para obstaculizar el funcionamiento de las Cámaras.
La prohibición del mandato imperativo asegura a los parlamentarios la libertad de voto en todas las cuestiones sometidas a las Cámaras, sin atender a instrucciones que puedan impartir sus electores o sus partidos políticos; no obstante, determinados partidos pueden violar este precepto constitucional, mediante tribunales de disciplina, obligando a los diputados a votar según la directriz del partido, mediante multas estipuladas, expulsión del partido, no eligiendo para las listas individuos que difieran en su opinión, o sacándolos de la lista en cuanto votan alguna ley de forma distinta. En estos casos, cuando la carrera del político está determinada por la obediencia religiosa a las directrices del partido, lo único que le garantiza llegar a ser parlamentario, y cualquier votación diferente significa el serio riesgo de la despedida de la política, el privilegio del mandato imperativo no se respeta ni tampoco se protege desde las instituciones.

### Parlamentos
- Parlamento autonómico
- Parlamento europeo
- Congresos y parlamentos de América